# Ardisia carchiana
Ardisia carchiana là một loài thực vật thuộc họ Myrsinaceae. Đây là loài đặc hữu của Ecuador.